# Список президентов Республики Сингапур
Президент Республики Сингапур (англ. President of the Republic of Singapore, малайск. Presiden Republik Singapura, кит. 新加坡共和国总统, там. சிங்கப்பூர் குடியரசின் தலைவர்) является главой государства и избирается всенародным голосованием на 6 лет. До реформы 1991 года президент назначался парламентом и являлся чисто церемониальной фигурой. В настоящее время он имеет полномочия в финансовых и кадровых вопросах.

## Порядок избрания
Президент должен избираться гражданами Сингапура в соответствии с законом, принятым законодательной властью. Любое голосование на президентских выборах должно проводиться следующим образом: в случае, если должность Президента освобождается до истечения срока того, кто находится в должности, и указ о проведении выборов не был издан до момента такого освобождения должности (или, если издан, уже был отозван) — выборы проводятся в течение 6 месяцев после даты освобождения должности Президента; в иных случаях – не позже чем за 3 месяца до даты истечения срока службы находящегося в должности.

## Полномочия президента
Полномочия президента Сингапура делятся на те, которые президент может осуществлять по своему усмотрению, и те, которые он должен осуществлять в соответствии с рекомендациями Кабинета Сингапура или министра, действующего под общим руководством Кабинета. Кроме того, при выполнении некоторых своих функций президент обязан консультироваться с Советом советников президента (ВМС). В других случаях он может проконсультироваться с ВМС, если хочет, но не обязан это делать.
Конституция возлагает на президента определенные исполнительные функции. Таким образом, поручительство может быть предоставлено или привлечено правительством только в том случае, если президент согласен и его или её одобрение также необходимо для бюджетов указанных уставных советов и государственных компаний, которые используют свои прошлые резервы. Президент также обладает личным дискреционным правом не давать согласия на любой законопроект в парламенте, прямо или косвенно предусматривающий прямое или косвенное изменение, изменение или увеличение полномочий Совета Центрального фонда обеспечения персонала по инвестированию принадлежащих ему денежных средств; и заимствование денежных средств, предоставление правительством каких-либо гарантий или получение какого-либо кредита, если, по мнению президента, законопроект, вероятно, будет опираться на резервы, не накопленные правительством в течение его нынешнего срока полномочий. Кроме того, президент может не дать согласия на любой счёт за поставку, дополнительный счёт за поставку или окончательный счёт за поставку за любой финансовый год, если, по его мнению, оценки доходов и расходов, дополнительные оценки или отчёт о превышении, вероятно, приведут к использованию прошлых резервов.
Президент также уполномочен утверждать изменения на ключевых должностях гражданской службы, таких, как главный судья, Генеральный прокурор, председатель и члены комиссии по государственной службе, начальник Сил обороны и комиссар полиции. Он или она также назначает премьер-министром члена парламента (МП), который, по своему личному мнению, скорее всего, это вызовет доверие большинства депутатов. Президент обладает определенными полномочиями по надзору за Бюро по расследованию коррупционных деяний и решениями исполнительной власти в соответствии с Законом о внутренней безопасности и Законом о поддержании религиозной гармонии.
Срок полномочий первого избранного президента Онг Тен Чеонга (1993—1999 годы) характеризовался его разногласиями с правительством в отношении объёма его дискреционных финансовых полномочий. Дискуссии привели к тому, что правительство издало документ под названием «Принципы для определения и сохранения накопленных резервов правительства и перечисленных в Пятой схеме государственных органов и государственных предприятий» (1999). В 2009 году правительство было вынуждено, впервые в истории, запросить одобрение у президента Селлапана Раманатана на получение 4,9 миллиарда долларов из ранее накопленных финансовых резервов, чтобы покрыть текущие бюджетные расходы. Эта сумма была использована для финансирования правительственного пакета мер по повышению устойчивости, состоящего из двух схем, направленных на сохранение рабочих мест и бизнеса в период финансового кризиса.

## Список президентов
В списке в хронологическом порядке представлены все президенты Республики Сингапур с момента её образования в 1965 году, а также лица, исполнявшие обязанности президента. Приведены даты начала и окончания действительного президентского срока и его длительность в днях.
| Срок                                                                | Президент                                                     | Президент                                                          | Дней |
| ------------------------------------------------------------------- | ------------------------------------------------------------- | ------------------------------------------------------------------ | ---- |
| 9 августа 1965 — 23 ноября 1970                                     |                                                               | Юсоф бин Исхак 尤索夫•宾•伊萨 யூசோஃப் பின் இஷாக் (1910—1970)              | 1932 |
| 23 ноября 1970 — 2 января 1971                                      | Обязанности президента исполнял спикер парламента Йео Гим Сен | Обязанности президента исполнял спикер парламента Йео Гим Сен      | 40   |
| 2 января 1971 — 12 мая 1981                                         |                                                               | Бенджамин Генри Ширс 本杰明•亨利•薛尔思 பெஞ்சமின் ஹென்றி ஷியர்ஸ் (1907—1981) | 3783 |
| 12 мая 1981 — 23 октября 1981                                       | Обязанности президента исполнял спикер парламента Йео Гим Сен | Обязанности президента исполнял спикер парламента Йео Гим Сен      | 164  |
| 23 октября 1981 — 28 мая 1985                                       |                                                               | Деван Наир சி.வி தேவன் நாயர் 琴加拉•维蒂尔•德万•奈尔 (1923—2005)         | 1252 |
| 28 марта 1985 — 29 марта 1985                                       | Обязанности президента исполнял министр юстиции Ви Чон Джин   | Обязанности президента исполнял министр юстиции Ви Чон Джин        | 1    |
| 29 марта 1985 — 2 сентября 1985                                     | Обязанности президента исполнял спикер парламента Йео Гим Сен | Обязанности президента исполнял спикер парламента Йео Гим Сен      | 157  |
| 2 сентября 1985 — 1 сентября 1993                                   |                                                               | Ви Ким Ви 黄金辉 வீ கிம் வீ (1915—2005)                                | 2921 |
| 1 сентября 1993 — 1 сентября 1999                                   |                                                               | Онг Тен Чеонг 王鼎昌 ஓங் டெங் சியோங் (1936—2002)                         | 2191 |
| 1 сентября 1999 — 1 сентября 2005 1 сентября 2005 — 1 сентября 2011 |                                                               | Селлапан Раманатан எஸ். ஆர். நாதன் 塞拉潘•纳丹 (1924—2016)             | 4383 |
| 1 сентября 2011 — 31 августа 2017                                   |                                                               | Тони Тан Кен Ям 陈庆炎 டோனி டான் கெங் யாம் (род. 1940)                     | 2191 |
| 14 сентября 2017 — 14 сентября 2023                                 |                                                               | Халима Якоб حليمة بنت يعقوب 哈莉玛·雅各布 ஹலிமா பின்தி யாகொப் (род. 1954)  | 2191 |
| с 14 сентября 2023                                                  |                                                               | Тарман Шанмугаратнам Tharman Shanmugaratnam (род. 1957)            | 684  |

Примечания
1. 1 2  
Скончался от естественных причин.
2. ↑  
Подал в отставку.
3. ↑  
После изменения конституции в 1991 году окончание президентского срока Ви Ким Ви было установлено на 1 сентября 1993 года.
4. 1 2 3  
Безальтернативные выборы